# Willa Armira
Willa Аrmira (bułg. Вила „Армира”) – powstała w I wieku n.e. pozamiejska willa rzymska (villa rustica) w południowo-wschodniej Bułgarii, położona w pobliżu Iwajłowgradu. Odkryta w 1964 roku, podczas budowy tamy rzecznej, stanowi główną historyczną atrakcję w obwodzie Chaskowo. Uznana za narodowy zabytek kultury.

## Opis
Kompleks zabudowań znajduje się ok. 4 km na południowy zachód od Iwajłowgradu. Nazwę zyskał od rzeki Armiry, będącej niewielkim dopływem Ardy, od której dzieli go ok. 100 m. Miejscowe prace wykopaliskowe od początku prowadziła dr Janka Mładenowa, a następnie także dr Gergana Kabakczijewa, w rezultacie odsłaniając cały zespół rozciągnięty na powierzchni 3600 m². Jest to jedna z największych i najbogaciej zdobionych starożytnych willi z okresu rzymskiego, jakie odkopano w Bułgarii. Oprócz wyposażenia i dekoracji wykonanych z marmuru, mieści wyjątkowo rozległe mozaiki podłogowe, nieporównywalne z odkrytymi na ziemi bułgarskiej dotychczas. Ustalono, że stanowiła centrum znacznych posiadłości bogatej rodziny trackiej, spokrewnionej z dawną (przedrzymską) arystokracją. Potwierdzeniem tego mają być nekropolie rodzinne: kurhan w Swiraczi i kurhan w Mikri Doxipara-Zoni.
Budowę jej w najwcześniejszej fazie datuje się na drugą połowę I wieku n.e. (lata 50.–70.). Zabudowania zajmują powierzchnię 2200 m², z czego na pomieszczenia mieszkalne przypada 978 m². Jednopiętrowa budowla z wewnętrznym impluvium i otaczającym ją ogrodem ma w części parterowej 22 pomieszczenia wraz z tarasem widokowym. Umieszczony w centrum zabudowań basen ma wymiary 11 × 7 m przy głębokości 1,6 m. Wewnętrzne ściany pomieszczeń oblicowano starannie obrobionym białym marmurem. W licznych pomieszczeniach odsłonięto różnorodne mozaiki podłogowe (w większości dwubarwne) o motywach geometrycznych, roślinnych i figuralnych. Wśród nich natrafiono na pochodzące z II wieku portretowe wyobrażenia ówczesnego właściciela willi oraz dwojga jego dzieci; są to jedyne odkryte w Bułgarii portrety mozaikowe z czasów rzymskich. Inne przedstawiają sceny z mitu o Artemidzie i Akteonie oraz o Dionizosie i Ariadnie. Najczęstszy motyw dekoracyjny stanowi jednak wyobrażenie Meduzy.
Z upływem czasu kompleks rozbudowywano, zwłaszcza od strony zachodniej; w III wieku dobudowano triclinium i hypokaustum. Całość prawdopodobnie zniszczona została pod koniec IV w. przez Gotów, mniej więcej w okresie bitwy pod Adrianopolem (378).
Willę obrabowano i spalono, zaś po spaleniu przeszukano rumowiska w poszukiwaniu drobiazgów. W związku z tym w willi znaleziono bardzo mało przedmiotów ruchomych. Marmurowe elementy i mozaiki zachowały się do naszych czasów dzięki osuwisku, które przykryło willę. Osuwisko powstało na skutek trzęsienia ziemi, do którego doszło wkrótce po zniszczeniu budynku.

## Willa współcześnie
Obecnie portrety właściciela i jego dzieci eksponowane są w Narodowym Muzeum Historycznym w Sofii, a znaleziska ceramiczne znajdują się w sofijskim Narodowym Muzeum Archeologicznym. Natomiast kopie marmurowych zdobień stanowią część ekspozycji w Regionalnym Muzeum Historycznym w Kyrdżali.
Po 1991 roku część marmurowych dekoracji i mozaik została skradziona i pojawiła się na zachodnich aukcjach (zob. kradzieże zabytków w Bułgarii). Nie wszystkie przedmioty udało się odzyskać.
Willę zrekonstruowano i poddano anastylozie przy pomocy środków Unii Europejskiej. Od 2008 r. jest otwarta dla zwiedzających, dla których dostępne są dobrze zachowane części mozaik. Willa znajduje się na liście 100 obiektów turystycznych Bułgarii.

## Galeria

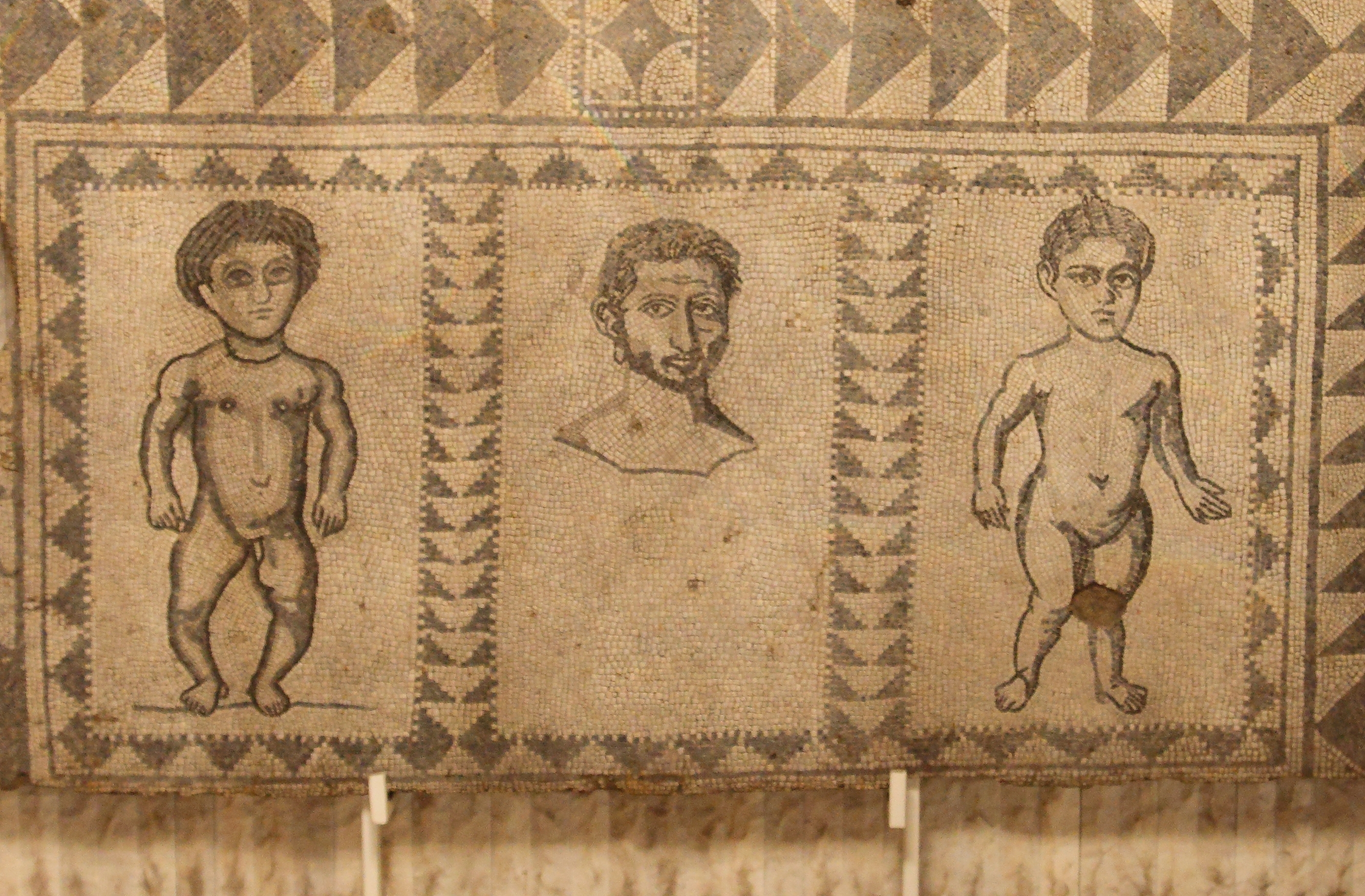
Mozaika portretowa z przedstawieniem właściciela i jego dzieci. Ciała dzieci są zdeformowane – jest to albo rezultat przebytej krzywicy albo wyraz braków artystycznych twórcy
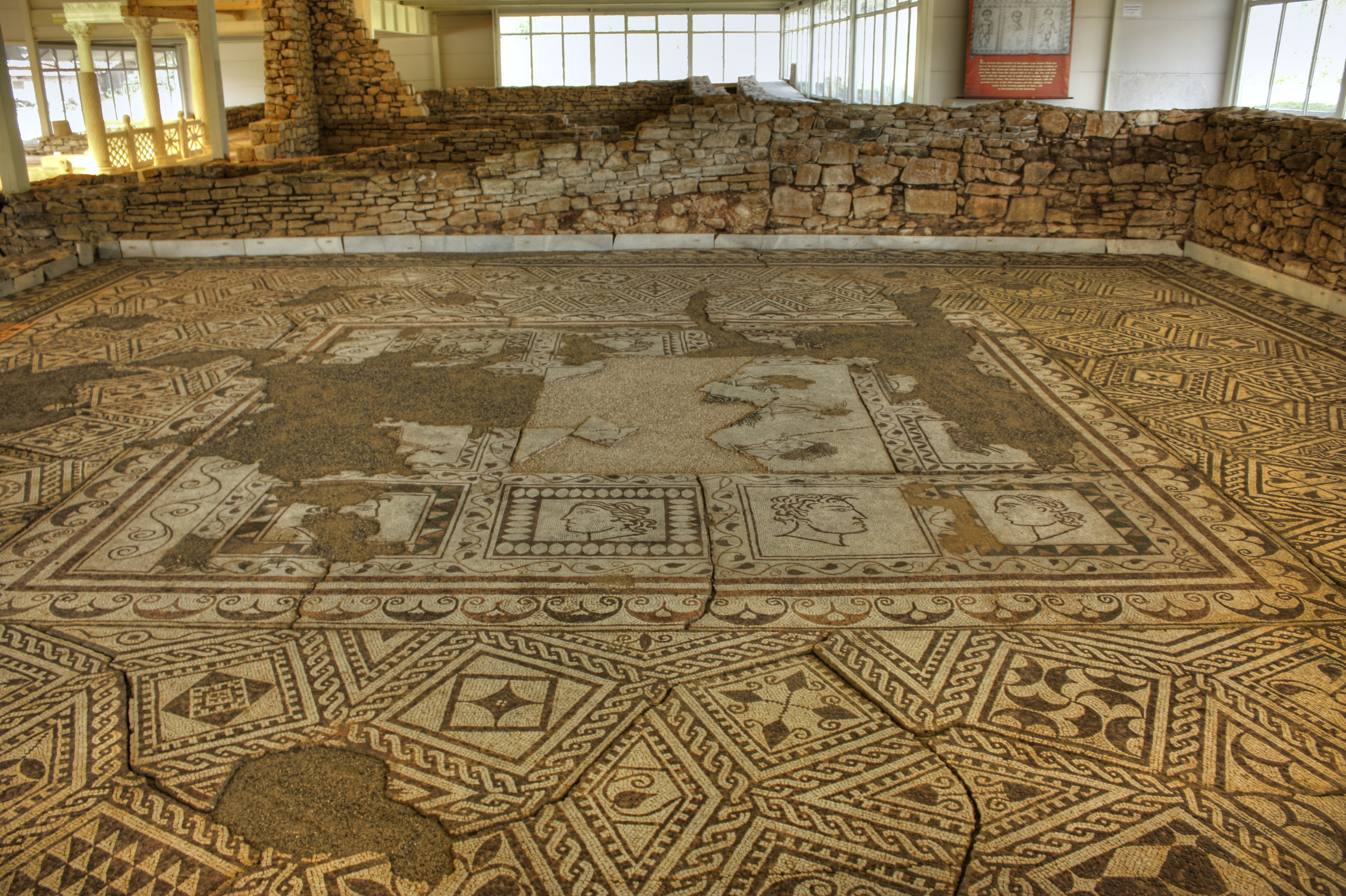
Część rozległych mozaik podłogowych
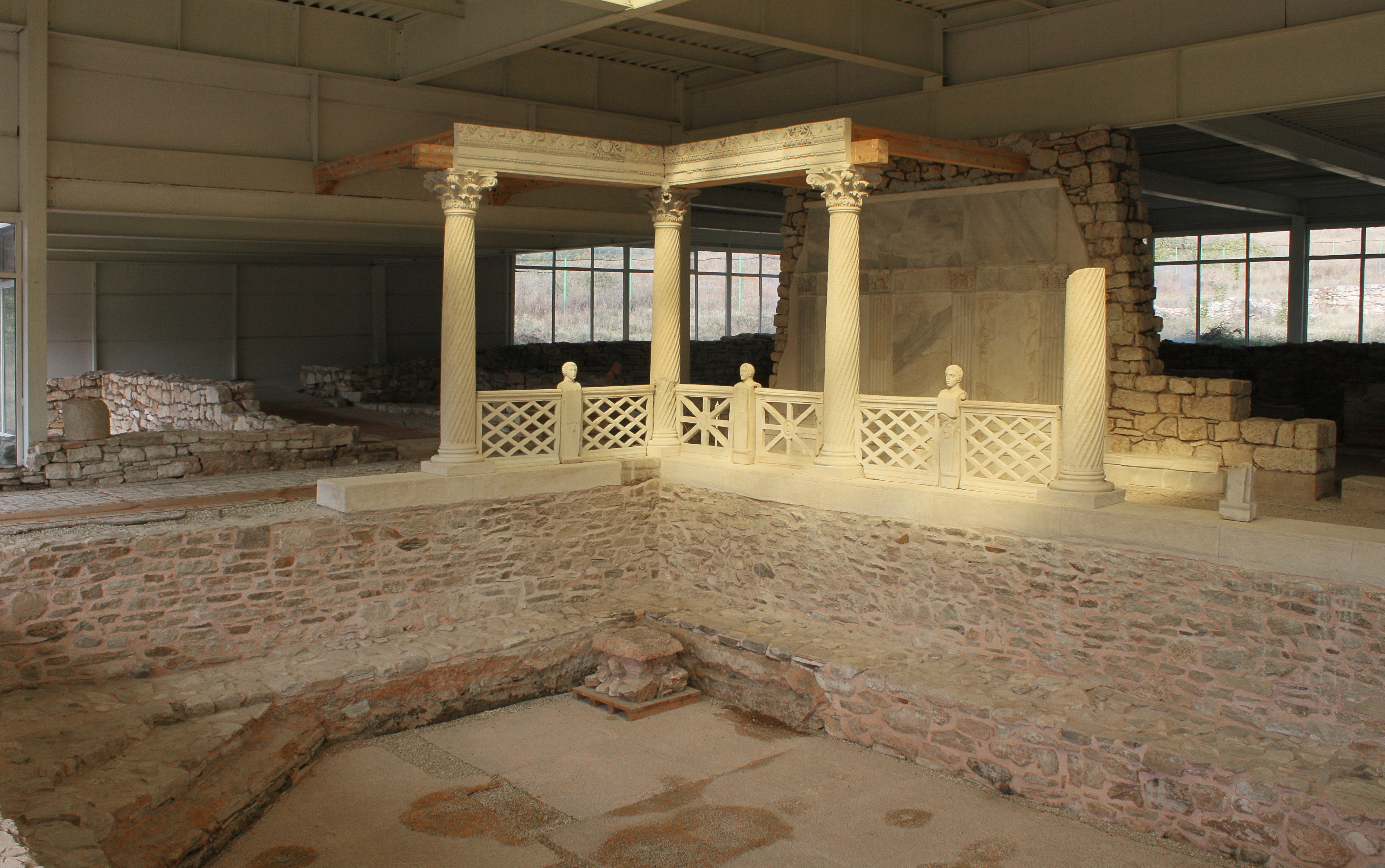
Część basenu ze zrekonstruowanymi kolumnami, ażurowymi marmurowymi balustradami i hermami
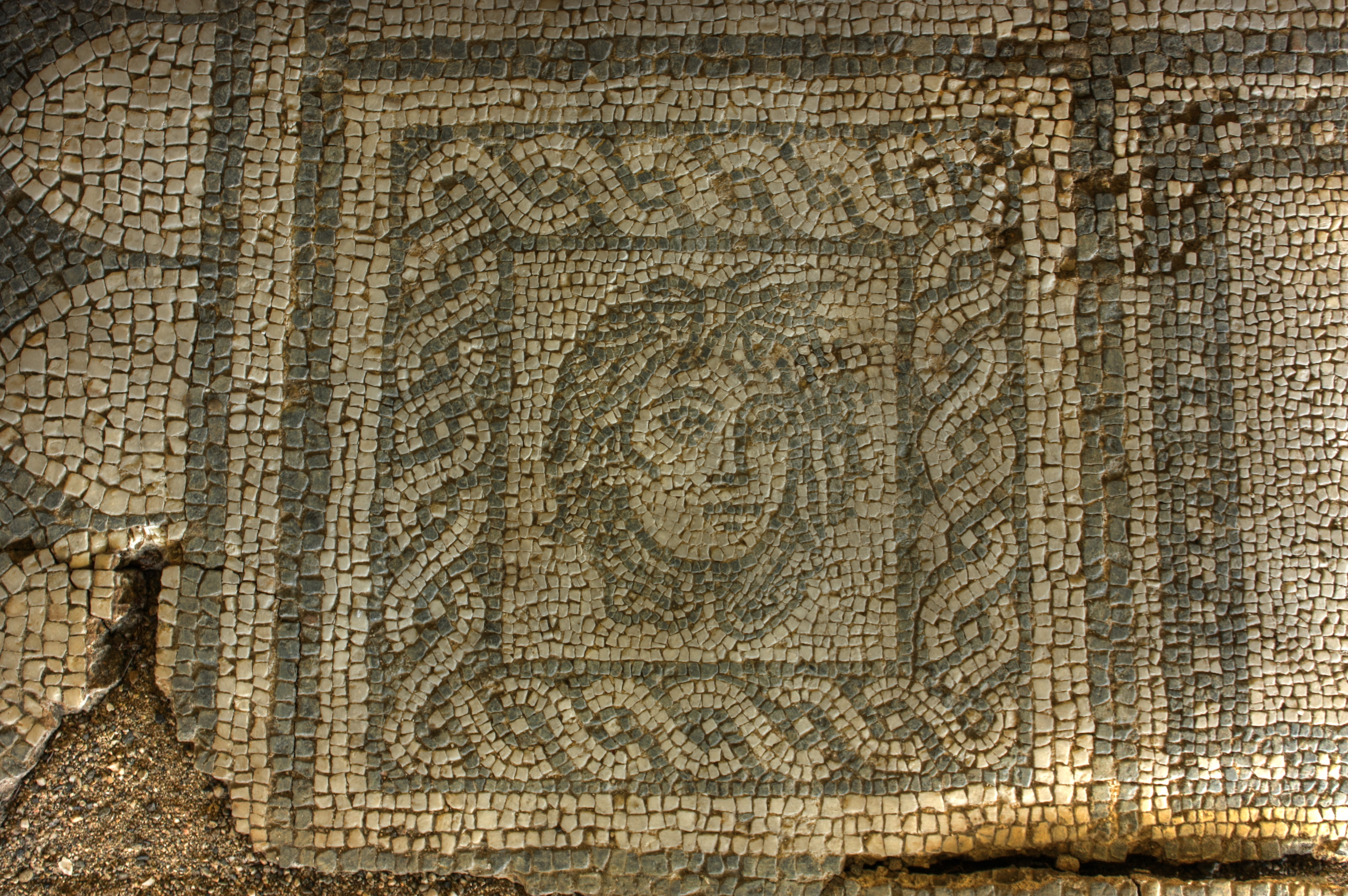
Mozaika z przedstawieniem Meduzy
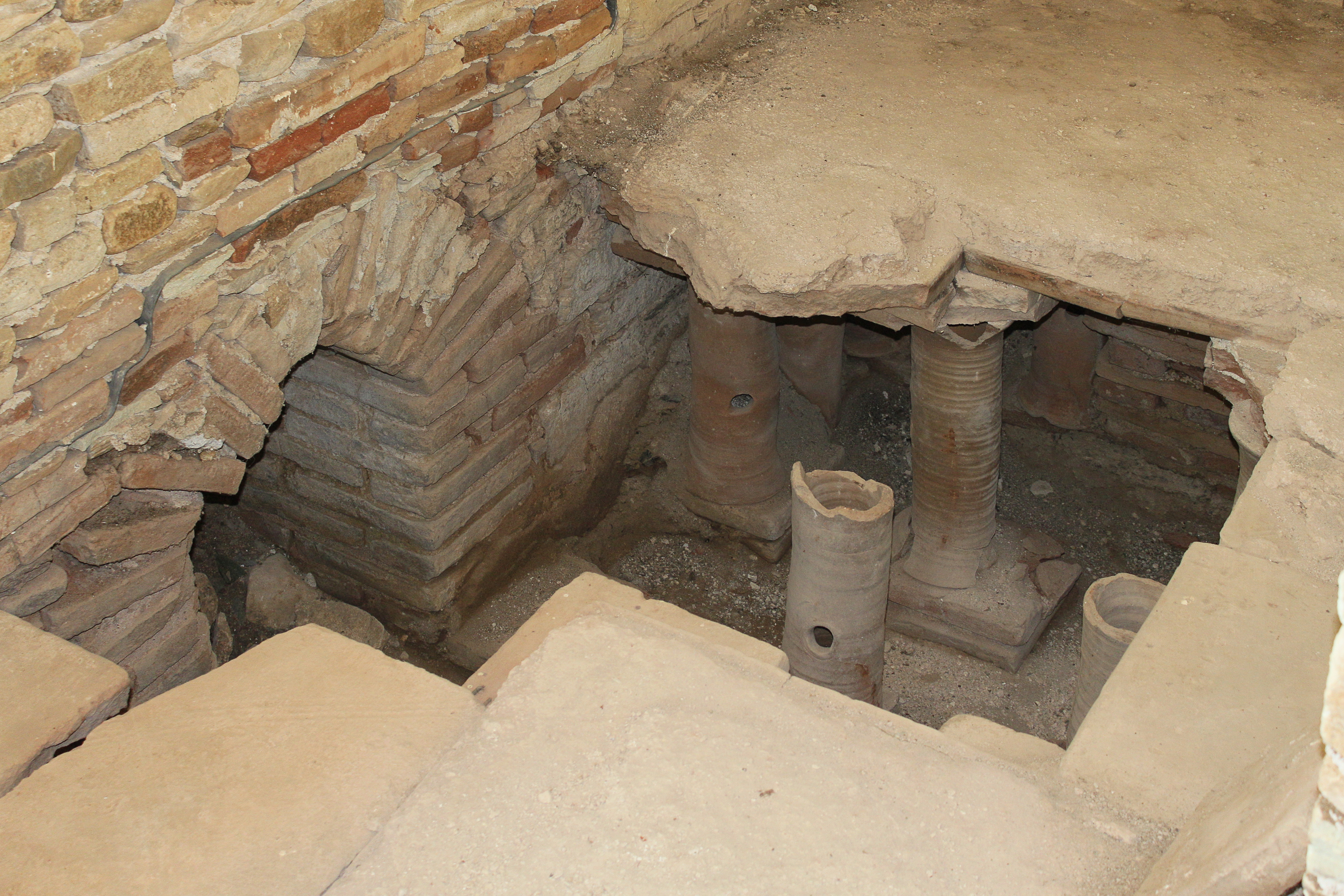
Hypocaustum